# إيريك هايزيرر
إيريك هايزيرر (بالإنجليزية: Eric Heisserer) (و. 1970  م) هو كاتب سيناريو، ومخرج أفلام، ومنتج أفلام أمريكي، ولد في الولايات المتحدة.

## وصلات خارجية
- إيريك هايزيرر على موقع IMDb (الإنجليزية)
- إيريك هايزيرر على موقع ألو سيني (الفرنسية)
- إيريك هايزيرر على موقع أول موفي (الإنجليزية)
- إيريك هايزيرر على موقع بوكس أوفيس موجو (الإنجليزية)
- إيريك هايزيرر على موقع قاعدة بيانات الأفلام السويدية (السويدية)
- إيريك هايزيرر على موقع قاعدة بيانات الفيلم (الإنجليزية)
- إيريك هايزيرر على موقع كينوبويسك (الروسية)